# ترنت هیلز
ترنت هیلز (به انگلیسی: Trent Hills) یک منطقهٔ مسکونی در کانادا است که در شهرستان نورث‌آمبرلند، انتاریو واقع شده‌است. ترنت هیلز ۱۲٬۹۰۰ نفر جمعیت دارد.